# Alchornea
Alchornea is een geslacht uit de wolfsmelkfamilie (Euphorbiaceae). De soorten komen wijdverspreid voor in tropische en subtropische regio's in Afrika, Azië, Australië, Latijns-Amerika en op verschillende oceanische eilanden.

## Soorten
- Alchornea acroneura Pax & K.Hoffm.
- Alchornea acutifolia Müll.Arg.
- Alchornea alnifolia (Bojer ex Baill.) Pax & K.Hoffm.
- Alchornea anamariae Secco
- Alchornea androgyna Croizat
- Alchornea annamica Gagnep.
- Alchornea bogotensis Pax & K.Hoffm.
- Alchornea brittonii Secco
- Alchornea castaneifolia (Humb. & Bonpl. ex Willd.) A.Juss.
- Alchornea chiapasana Miranda
- Alchornea coelophylla Pax & K.Hoffm.
- Alchornea conceveiboides J.Murillo
- Alchornea cordifolia (Schumach. & Thonn.) Müll.Arg.
- Alchornea costaricensis Pax & K.Hoffm.
- Alchornea davidii Franch.
- Alchornea discolor Poepp.
- Alchornea floribunda Müll.Arg.
- Alchornea fluviatilis Secco
- Alchornea glandulosa Poepp.
- Alchornea grandiflora Müll.Arg.
- Alchornea grandis Benth.
- Alchornea guatemalensis Lundell
- Alchornea hilariana Baill.
- Alchornea hirtella Benth.
- Alchornea humbertii Leandri
- Alchornea hunanensis H.S.Kiu
- Alchornea ilicifolia (Js.Sm.) Müll.Arg.
- Alchornea integrifolia Pax & K.Hoffm.
- Alchornea latifolia Sw.
- Alchornea laxiflora (Benth.) Pax & K.Hoffm.
- Alchornea liukiuensis Hayata
- Alchornea lojaensis Secco
- Alchornea megalophylla Müll.Arg.
- Alchornea mildbraedii Pax & K.Hoffm.
- Alchornea mollis (Benth.) Müll.Arg.
- Alchornea occidentalis (Müll.Arg.) Pax & K.Hoffm.
- Alchornea parviflora (Benth.) Müll.Arg.
- Alchornea pearcei Britton
- Alchornea perrieri Leandri
- Alchornea rhodophylla Pax & K.Hoffm.
- Alchornea rugosa (Lour.) Müll.Arg.
- Alchornea sicca (Blanco) Merr.
- Alchornea sidifolia Müll.Arg.
- Alchornea tachirensis Secco
- Alchornea tenuinervia J.Murillo
- Alchornea tiliifolia (Benth.) Müll.Arg.
- Alchornea trewioides (Benth.) Müll.Arg.
- Alchornea triplinervia (Spreng.) Müll.Arg.
- Alchornea verticillata P.Franco & Rentería ex J.Murillo
- Alchornea websteri Secco
- Alchornea yambuyaensis De Wild.

... · 
Acalypha · 
Adriana · 
Agrostistachys · 
Alchornea · 
Aleurites · 
Anthostema · 
Blachia · 
Chrozophora · 
Cnidosculus · 
Croton · 
Dalechampia · 
Euphorbia (Wolfsmelk) · 
Hevea · 
Hieronyma · 
Hippomane · 
Homalanthus · 
Hura · 
Hylandia · 
Jatropha · 
Mabea · 
Macaranga · 
Mallotus · 
Manihot · 
Mercurialis (Bingelkruid) · 
Plukenetia · 
Ricinus · 
Sebastiania · 
Shirakiopsis · 
Tragia · 
...